# 水飛薊素
水飛薊素（英語： (INN)，silybin）是種抗氧化劑和藥物，從一種名為乳薊（milk thistle）的植物提煉而成，是該植物的主要活性成分之一。本藥獲批准用於治療肝中毒、慢性肝炎及肝硬化，但其效用尚未完全確立。Silymarin是乳薊的一种标准提取物，其主要成分除了水飛薊素外还有几种黄酮木酚。

## 藥理學和毒理學
儘管水飛薊素擁有多個羥基，其水溶性並不高。Silipide（商品名Siliphos）是磷脂酰胆碱和水飛薊素的超分子化合物，其生物利用度大為提升。兩個研究分別指出，相比未經修飾的水飛薊素，Silipide的生物利用度要高出4.6倍和10倍。除此以外，文獻報導，水飛薊素和β環糊精的超分子化合物水溶性也有顯著改善，而水飛薊素的糖苷則具備更高的水溶性和更強的肝臟保護作用。
作為一種黄酮类化合物，水飛薊素可抑制P-糖蛋白輔助的細胞外流。由於許多藥物是P-糖蛋白的底物，對P-糖蛋白的調節作用或會改變其他藥物的吸收和生物利用度。再者，水飛薊素可抑制細胞色素P450酶，故水飛薊素很可能和大多數藥物存在药物相互作用。
在晚期前列腺癌病人進行的第一期臨床研究指出，每日高達13克劑量的水飛薊素耐受性良好。最常見的副作用為無徵狀的肝功能異常，例如膽紅素和谷丙转氨酶升高。動物模型之中未曾偵測出任何的胚胎毒性。

## 醫學用途
考科藍於2007年的系統綜述指出，基於18個臨床研究和1088名酒精性及/或病毒性肝炎（乙型、丙形）病人的數據，利用水飛薊來治療這些病人的好處值得商榷，而且缺乏高品質的證據來支持這種療法。綜述認為需要進行更多高品質隨機對照臨床研究才可得出結論。研究人員正探討水飛薊素在治療癌症方面的應用，這是因為水飛薊素能壓抑STAT3的信號傳導和干擾其他的生物化學過程。根據英国癌症研究中心，互聯網上出現不少聲稱水飛薊能減緩某些癌症的宣傳信息，但這些講法目前仍未有足夠證據支持。
在某些歐洲國家，水飛薊素是種臨床用藥，商品名為Legalon（利加隆）和Silimarit，可用作治療肝中毒（例如毒鵝膏中毒）和慢性肝炎及肝硬化的輔助治療。這些製劑是水飛薊素在2'和3'位置酯化嫁接雙氫琥珀酸後中和所得的鈉鹽，水溶性良好，適合經口服以外的途徑給藥。2011年，歐盟給予Legalon罕見病藥用品待遇，適應症為防止肝臟移植者受丙型肝炎復發所害。
皮膚護理方面，水飛薊素具備多重功效，包括保護肌膚免受環境毒素侵害、抗發炎功效、抑制紫外線引起的表皮增生和皮膚癌、預防曬傷、以及促進修復紫外線引起的DNA損傷。
水飛薊素可透過利用水飛薊的傷癒組織或細胞懸浮液進行植物組織培養大量製取，吡嗪酰胺的衍生物可誘導水飛薊細胞合成包括水飛薊素在內的黃酮醇-木質素加成物。

## 備註
1. ↑  注意，不是胞吐作用。
2. ↑  例如靜脈注射、肌肉注射。

## 延伸閱讀
- 马约诊所對於水飛薊的藥用功效的證據質量所作的文獻回顧 （页面存档备份，存于）
- Morazzoni P, Bombardelli E. . Fitoterapia. 1994, 66: 3–42.
- Saller R, Meier R, Brignoli R. . 藥物期刊（英语：Drugs (journal)）. 2001, 61 (14): 2035–63. PMID 11735632. doi:10.2165/00003495-200161140-00003.